# چرخه هاپلوئیدی
نوعی چرخه زندگی است که در آن به جز زیگوت، تمامی سلول های جاندار هاپلویید می باشند.
تمامی قارچ‌ها و بسیاری از آغازیان و همچنین نوعی جلبک سبز تک سلولی به نام کلامیدوموناس دارای چرخه هاپلوییدی هستند. 